# Antoine Audran
Pour les articles homonymes, voir Audran.
Antoine Audran, né en 1673 et mort en 1723, est un graveur français des XVIIe et XVIIIe siècles.

## Biographie
Antoine est le fils de Germain Audran, graveur au burin, et de Jeanne Cizeron. Il a cinq frères aînés, tous graveurs, peintres ou sculpteurs :
- Claude III Audran, peintre de grotesques.
- Gabriel Audran, peintre et sculpteur.
- Benoit I Audran, graveur.
- Jean Audran, graveur.
- Louis Audran, graveur.

Antoine Audran vit et travaille à Lyon. Faute de ne pouvoir citer qu'une seule de ses œuvres, il est reconnu comme un graveur amateur et ne figure pas encore dans la généalogie décrite par Georges Duplessis.